# رولف كيستينر
رولف كيستينر (بالبرتغالية: Rolf Kestener) (8 أغسطس 1930 – 1998) هو سبّاح برازيلي راحل، مثّل بلاده في الألعاب الأولمبية الصيفية 1948.

## روابط خارجية
رولف كيستينر على موقع الاتحاد الدولي للسباحة (الإنجليزية)
- رولف كيستينر على موقع SwimRankings.net (الإنجليزية)
- رولف كيستينر على موقع اللجنة الأولمبية الدولية (الإنجليزية)
- رولف كيستينر على موقع أوليمبيديا (الإنجليزية)